# Chotýš
Chotýš je vesnice v okrese Kolín, je součástí obce Vitice. Nachází se asi 1,8 kilometru jihozápadně od Vitic. Vesnicí protéká Chotýšský potok. Chotýš je také název katastrálního území o rozloze 4,62 km². V katastrálním území Chotýš leží i část obce Močedník.

## Historie
První písemná zmínka o vesnici pochází z roku 1088.

## Pamětihodnosti
- Výklenková kaplička Panny Marie